# گیلوامحله
سادات محله روستایی است از توابع بخش خشکبیجار شهرستان رشت در استان گیلان ایران می باشد. این منطقه به دو قسمت سادات محله و گیلوا محله تقسیم می شود همچین جمعیت آن در سال ۱۴۰۲ بر بالغ ۴۷۳ نفر بوده است
این روستا دارای زمین چمن  ورزشی به وسعت ۶ هکتار است که از دیرباز مکانی برای بازی فوتبال بومیان روستا بود در دهه ۹۰ به طور رسمی افتتاح گردید که متاسفانه امروز به دلیل کم کاری شورا و مسولان هیات زمین ورزشی قابل استفاده نبوده و‌ رها شده است از فوتبالیست های مطرح این روستا میتوان به محمد یزدانی اشاره کرد که هم اکنون یکی از مربیان پایه فوتبال استان گیلان و کشور محسوب میشود  

## جمعیت
این روستا در دهستان حاجی‌بکنده خشکبیجار قرار دارد و براساس سرشماری مرکز آمار ایران در سال ۱۳۹۰، جمعیت آن ۲۰۰ نفر (۱۰۲خانوار) بوده‌است همچنین جمعیت آن در سال ۱۴۰۲ بر بالغ ۴۷۳ نفر و ۱۹۷ خانوار بوده است .